# قسم بوشكان الريفي (مقاطعة دشتستان)
قسم بوشكان الريفي (بالفارسية: دهستان بوشکان) هي قسم تقع في إيران في ناحية بوشكان. يقدر عدد سكانها بـ 4,409 نسمة .